# Arpajon-sur-Cère

Arpajon-sur-Cère este o comună în departamentul Cantal, Franța. În 1 ianuarie 2022 avea o populație de 6.363 de locuitori.